# Локалитет Голо Брдо
Локалитет Голо Брдо код Кладова, археолошко је налазиште, налази се на обали Дунава (5 km источно од локалитета Хајдучка воденица) и чине га остаци мањег римског утврђења (1 — 4. век), типа кастела, подигнут као саставни део утврђеног појаса, а настао је у периоду формирања римског лимеса на Дунаву.
Дана 27. маја 1966. године је овај локалитет утврђен за културно добро и истог дана је уписан као потопљен локалитет.